# Onze-Lieve-Vrouw Geboortekapel (Antwerpen)
De Onze-Lieve-Vrouw Geboortekapel (ook: Onze-Lieve-Vrouw van Toevluchtkapel) is een kapel in de stad Antwerpen, gelegen aan Schoenmarkt 8.

## Geschiedenis
Een godshuis werd gesticht in 1343 door de koopman Hendrik Suderman. Twaalf arme vrouwen werden hier gehuisvest. Het godshuis stond bekend als Onse Vrouwen Convent en de kapel daarvan als Schoenmakerskapel.
De kapel, in gotische stijl, werd voor het eerst vermeld in 1477. Deze werd herhaaldelijk verbouwd. Het godshuis kwam vanaf de Franse tijd onder het Bestuur der Burgerlijke Godshuizen en werd bekend als Aelmoesenhuys. In 1887 werd het godshuis opgeheven en kwam de kapel aan de Onze-Lieve-Vrouweparochie. Het rijtje huizen werd toen met een verdieping verhoogd.

## Gebouw
Het betreft een gotisch zaalkerkje met de zijgevel parallel aan de straatkant. Op het dak is een klein dakruitertje te vinden. Het interieur is hoofdzakelijk in de stijl van de late barok. Van belang is het portiekaltaar. Het doksaal en de orgelkast zijn van omstreeks 1800. Het orgel werd ca. 1810 gebouwd door Jean-Joseph Delhaye.
Het godshuis is toegankelijk via Schrijnwerkersstraat 14 en een gang, en telt nog een achttal woningen.